# Lijst van vrij-katholieke bisschoppen
Deze lijst geeft de bisschoppen van de verschillende Vrij-Katholieke genootschappen.

## A
- Johannes van Alphen
- Markus van Alphen
- George Arundale

## B
- Peter Olaf Baaij
- Johan Hubert Bonjer[1]
- François Antoine Brandt
- Marijn Brandt

## C
- John Coats
- Irving Cooper

## D
- Arnold Newton Dahl
- Tom Degenaars
- Johannes Philippus Draaisma

## F
- Charles W. Finn

## G
- Augustus Willem Goetmakers

## H
- Charles Hampton
- Ian Hooker

## J
- Sten-Bertil Jakobson

## L
- Charles Webster Leadbeater
- Gunnar Arno Knut Lindenberg

## M
- Julian Adrian Mazel[2]

## N
- Ernest Nyssens

## O
- Frank den Outer

## P
- Frank Waters Pigott

## S
- Christian Schoch
- François Seyfried
- Gert Jan van der Steen

## V
- Francis Vinkler
- Wim van Vledder
- Adriaan Gerard Vreede, broer van Elisabeth Vreede

## W
- Graham Sidney James Wale
- Maurice Warnon
- Jean-Marc Warnon
- Michaël Warnon
- James Ingall Wedgwood
- John Wheaton
- Lloyd Worley

## Z
- James Alan Zinzow